# Jüdischer Friedhof (Elsoff)

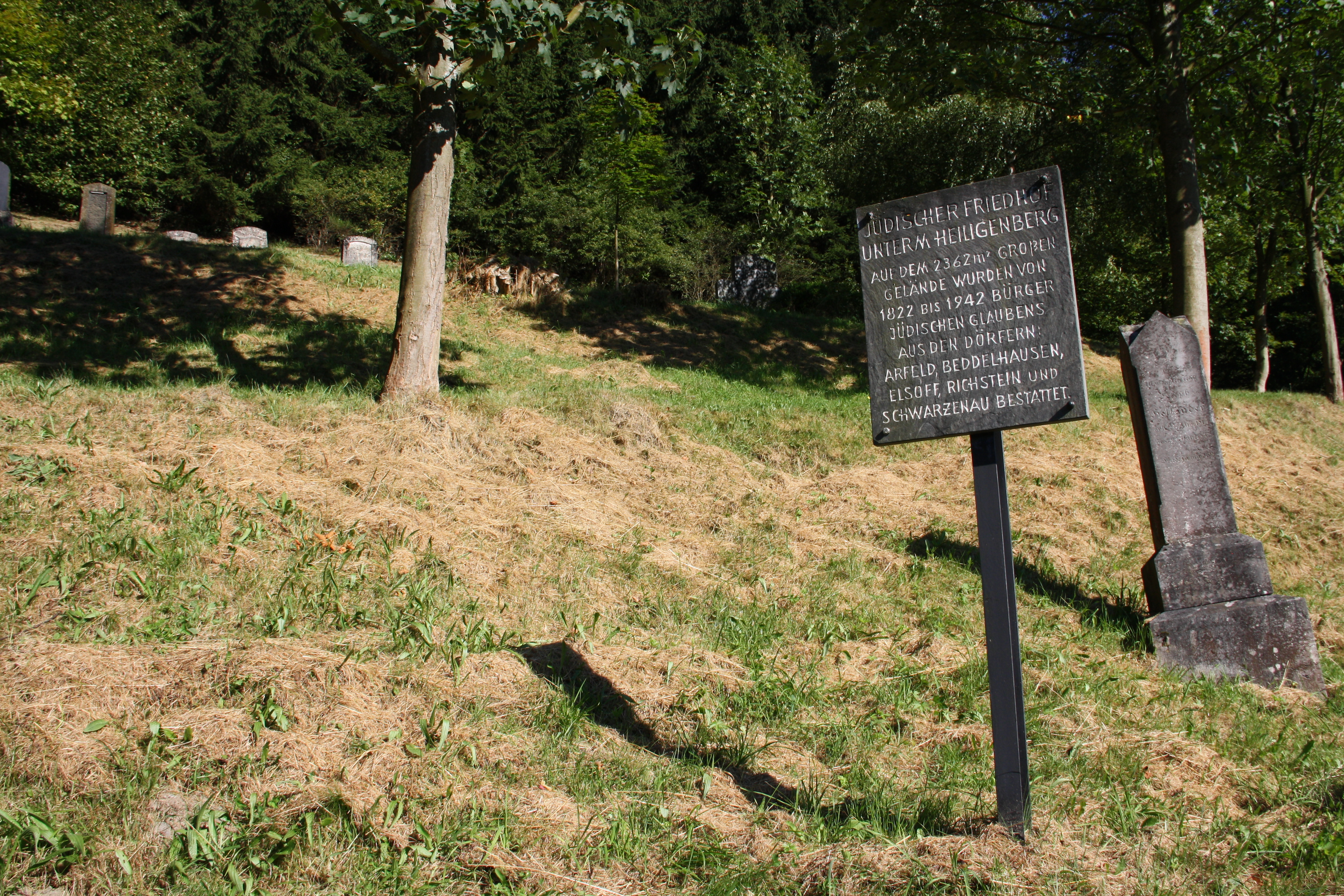
Der jüdische Friedhof in Elsoff

Der Jüdische Friedhof Elsoff befindet sich in Elsoff, einem Ortsteil der Stadt Bad Berleburg im Kreis Siegen-Wittgenstein in Nordrhein-Westfalen. Als jüdischer Friedhof ist er ein Baudenkmal und seit dem 9. Mai 2008 in der Denkmalliste eingetragen.
Auf dem 2362 m² großen Friedhof „Unterm Heiligenberg“ (oberhalb der Grundschule Elsoff, an einem Berghang liegend, nur über Wiesen zugänglich) sind 24 Grabsteine erhalten. Der Friedhof wurde von 1822 (nach anderen Angaben seit ca. 1863) bis 1942 belegt. 